# 海上旅客及其行李运输雅典公约
海上旅客及其行李运输雅典公约（英語：Athens Convention relating to the Carriage of Passengers and their Luggage by Sea），简称雅典公约(英語：Athens Convention)，是1974年国际海事组织（时称政府间海事咨询组织）制订的公约。公约在希腊雅典通过，于1987年4月28日生效，保存人是国际海事组织秘书长。

## 背景
各缔约国希望就有关海上运输旅客及其行李制定若干规则，制订本公约各条款。

## 内容
公约（第3条）规定运输期间因承运人或其雇佣人、代理人过失疏忽所致的因旅客死亡或人身伤害和行李灭失损坏造成的损害，承运人应付赔偿责任；但承运人对贵重物品的灭失损坏不负责任，除非其已交由承运人保管。公约还规定了人身伤亡、行李灭失损坏的责任限额、赔偿总额等。